# Semaine des As 2008
Navigation
Nancy 2007 Le Havre 2009
La 6e édition de la semaine des As de basket-ball, s'est déroulée du 7 au 10 février 2008 au Palais des Sports de Toulon.
Le Hyères Toulon Var Basket, avait acquis sa place sportivement, mais était invité, dans tous les cas, en tant qu'organisateur.

## Résumé
La 6e édition de la Semaine des As, qui accueille les 8 meilleures équipes de la première partie du Championnat de France de Pro A de la saison 2007-2008, s'est déroulée pour la première fois dans le sud-est de la France à Toulon.
Pour leur première participation à cette compétition le Hyères Toulon Var Basket s'impose dès les quarts de finale face à Nancy lors d'un match très disputé notamment durant les prolongations. Il en est de même pour Vichy qui bat Le Mans 82 à 65. 
La première demi-finale oppose l'équipe du Hyères Toulon Var Basket d'Alain Weisz et la JA Vichy de Jean-Louis Borg. La JA Vichy s'impose sur le fil (72 à 71) à 5,8 secondes de la fin grâce à un panier gagnant de Jimmal Ball. Toutefois, le match sera terni par la sortie sur blessure du meneur de jeu du HTV Sean Colson. La deuxième demi-finale est remportée par Cholet face à l'ASVEL.
Lors de la finale, Cholet s'impose assez nettement sur le score de 67 à 40, creusant un écart dès le premier quart-temps (18-11), écart qui progresse régulièrement (27 à 17 à la pause puis 46 à 29 à la fin du troisième quart temps). L'entraîneur de Vichy a expliqué cette défaite par une fatigue liée au manque de rotation de son effectif.
Ainsi, durant ces quatre jours de compétition, 15 458 spectateurs ont pu assister à l'ensemble des matchs avec un taux de remplissage du Palais des Sports de 92,7 %. Le tournoi a été diffusé intégralement par la chaine Sport+, ce qui n'avait jamais été réalisé depuis sa création en 2003.
Nando de Colo obtient le titre de MVP de la semaine des as, après le titre de MVP du All Star Game.

## Tableau
|  | Quarts de finale           | Quarts de finale         |        |    | Demi-finales             | Demi-finales             |  |  | Finale                      | Finale                      |
|  | Quarts de finale           | Quarts de finale         |        |    | Demi-finales             | Demi-finales             |  |  | Finale                      | Finale                      |
|  |                            |                          |        |    |                          |                          |  |  |                             |                             |
|  | Jeudi 7 février - 18:00    | Jeudi 7 février - 18:00  |        |    | Samedi 9 février - 18:00 | Samedi 9 février - 18:00 |  |  | Dimanche 10 février - 16:00 | Dimanche 10 février - 16:00 |
|  | Jeudi 7 février - 18:00    | Jeudi 7 février - 18:00  |        |    | Samedi 9 février - 18:00 | Samedi 9 février - 18:00 |  |  | Dimanche 10 février - 16:00 | Dimanche 10 février - 16:00 |
|  | Le Mans                    | 65                       |        |    | Samedi 9 février - 18:00 | Samedi 9 février - 18:00 |  |  | Dimanche 10 février - 16:00 | Dimanche 10 février - 16:00 |
|  | Le Mans                    | 65                       |        |    | Samedi 9 février - 18:00 | Samedi 9 février - 18:00 |  |  | Dimanche 10 février - 16:00 | Dimanche 10 février - 16:00 |
|  | Vichy                      | 82                       |        |    | Samedi 9 février - 18:00 | Samedi 9 février - 18:00 |  |  | Dimanche 10 février - 16:00 | Dimanche 10 février - 16:00 |
|  | Vichy                      | 82                       | Vichy  | 72 |                          |                          |  |  | Dimanche 10 février - 16:00 | Dimanche 10 février - 16:00 |
|  | Jeudi 7 février - 20:30    |                          | Vichy  | 72 |                          |                          |  |  | Dimanche 10 février - 16:00 | Dimanche 10 février - 16:00 |
|  |                            | Hyères-Toulon            | 71     |    |                          |                          |  |  | Dimanche 10 février - 16:00 | Dimanche 10 février - 16:00 |
|  | Nancy                      | Hyères-Toulon            | 71     | 95 |                          |                          |  |  | Dimanche 10 février - 16:00 | Dimanche 10 février - 16:00 |
|  | Nancy                      |                          |        | 95 |                          |                          |  |  | Dimanche 10 février - 16:00 | Dimanche 10 février - 16:00 |
|  | Hyères-Toulon              | 98ap                     |        |    |                          |                          |  |  | Dimanche 10 février - 16:00 | Dimanche 10 février - 16:00 |
|  | Hyères-Toulon              | 98ap                     | Vichy  | 40 |                          |                          |  |  |                             |                             |
|  | Vendredi 8 février - 18:00 |                          | Vichy  | 40 |                          |                          |  |  |                             |                             |
|  |                            | Cholet                   | 67     |    |                          |                          |  |  |                             |                             |
|  | Roanne                     | Cholet                   | 67     | 63 |                          |                          |  |  |                             |                             |
|  | Roanne                     | Samedi 9 février - 20:30 |        | 63 |                          |                          |  |  |                             |                             |
|  | Cholet                     | 85                       |        |    |                          |                          |  |  |                             |                             |
|  | Cholet                     | 85                       | Cholet | 75 |                          |                          |  |  |                             |                             |
|  | Vendredi 8 février - 20:30 |                          | Cholet | 75 |                          |                          |  |  |                             |                             |
|  |                            | Lyon-Villeurbanne        | 63     |    |                          |                          |  |  |                             |                             |
|  | Lyon-Villeurbanne          | Lyon-Villeurbanne        | 63     | 74 |                          |                          |  |  |                             |                             |
|  | Lyon-Villeurbanne          |                          |        | 74 |                          |                          |  |  |                             |                             |
|  | Le Havre                   | 65                       |        |    |                          |                          |  |  |                             |                             |
|  | Le Havre                   | 65                       |        |    |                          |                          |  |  |                             |                             |

## MVP de la compétition
Nando de Colo (Cholet)

## Les vainqueurs
Entraîneur :  Erman Kunter
| Numéro | Nom               | Né en | Taille | Nationalité | Poste          |
| 5      | Maxime Chupin     | 1989  | 2.04   | France      | Intérieur      |
| 6      | Reggie Golson     | 1983  | 1,96   | États-Unis  | Arrière/Ailier |
| 7      | Corey Muirhread   | 1983  | 1,98   | Jamaïque    | Ailier         |
| 8      | Rodrigue Beaubois | 1988  | 1,84   | France      | Meneur         |
| 9      | Stéphane Dondon   | 1977  | 2,02   | France      | Ailier fort    |
| 11     | Claude Marquis    | 1980  | 2,03   | France      | Pivot          |
| 12     | Nando de Colo     | 1987  | 1,95   | France      | Arrière        |
| 13     | Steed Tchicamboud | 1981  | 1,93   | France      | Meneur         |
| 14     | Saïd Bendriss     | 1985  | 2,06   | France      | Pivot          |
| 16     | Steeve Ho You Fat | 1988  | 2,01   | France      | Ailier Fort    |
| 17     | Anthony Dobbins   | 1981  | 1,92   | États-Unis  | Arrière/Meneur |
| 18     | Reda Rhalimi      | 1982  | 2,13   | Maroc       | Pivot          |
| 20     | Alan Wiggins      | 1985  | 2,06   | États-Unis  | Intérieur      |